# Lawrence T. Neal

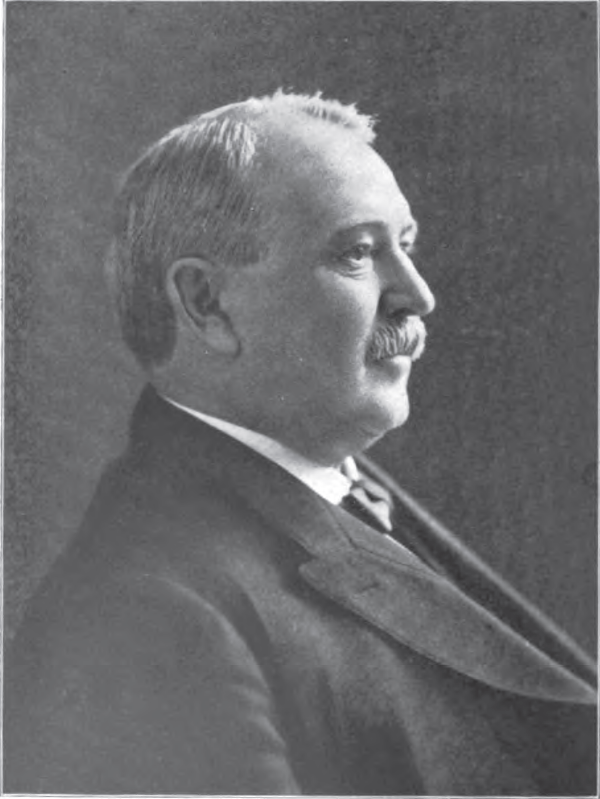
Lawrence T. Neal

Lawrence Talbot Neal (* 22. September 1844 in Parkersburg, Virginia; † 2. November 1905 in Chillicothe, Ohio) war ein US-amerikanischer Politiker. Zwischen 1873 und 1877 vertrat er den Bundesstaat Ohio im US-Repräsentantenhaus.

## Werdegang
Der im heutigen West Virginia geborene Lawrence Neal genoss eine gute Schulausbildung. Im Jahr 1864 zog er nach Chillicothe in Ohio. Nach einem Jurastudium und seiner 1866 erfolgten Zulassung als Rechtsanwalt begann er dort in seinem Beruf zu arbeiten. In den Jahren 1867 und 1868 war er juristischer Vertreter dieser Stadt; von 1870 bis 1872 fungierte er als Staatsanwalt im Ross County. Gleichzeitig schlug er als Mitglied der Demokratischen Partei eine politische Laufbahn ein. Bei den Kongresswahlen des Jahres 1872 wurde Neal im siebten Wahlbezirk von Ohio in das US-Repräsentantenhaus in Washington, D.C. gewählt, wo er am 4. März 1873 die Nachfolge von Samuel Shellabarger antrat. Nach einer Wiederwahl konnte er bis zum 3. März 1877 zwei Legislaturperioden im Kongress absolvieren. Im Jahr 1876 wurde er nicht wiedergewählt.
Nach dem Ende seiner Zeit im US-Repräsentantenhaus praktizierte Neal wieder als Anwalt. 1878 bewarb er sich erfolglos um die Rückkehr in den Kongress; im Jahr 1887 scheiterte eine Kandidatur für den Senat von Ohio. Im Juni 1888 nahm er als Delegierter an der Democratic National Convention in St. Louis teil, auf der Präsident Grover Cleveland zur dann erfolglosen Wiederwahl nominiert wurde. Bei den Gouverneurswahlen des Jahres 1893 unterlag Lawrence Neal dem späteren Präsidenten William McKinley. Er starb am 2. November 1905 in Chillicothe, wo er auch beigesetzt wurde.